# Bureau politique général de l'Armée populaire de Corée
Le Bureau politique général est le bureau politique interne de l'Armée populaire de Corée, utilisé par les dirigeants du gouvernement nord-coréen pour exercer un contrôle politique sur l'armée.
En octobre 2014, le directeur du Bureau politique général est Hwang Pyong-so.